# The Love of the West
The Love of the West è un cortometraggio muto del 1911 diretto da Allan Dwan. Di genere western, il film - prodotto dalla Flying A - aveva come interpreti J. Warren Kerrigan e Pauline Bush.

## Trama
Jack Whitcomb riceve una lettera dalla fidanzata che gli annuncia il suo arrivo. Lei, giunta dalla città, è felice di rivederlo a casa sua, nel West. Lui la presenta a sua madre e agli amici e tutto sembra procedere per il meglio. Ma, dopo un po', Alice comincia ad annoiarsi e a sentire nostalgia di casa. Il suo umore poi peggiora quando la sua migliore amica le invia il resoconto della vivace vita cittadina, con i suoi divertimenti, i balli, le feste. Jack cerca di farle cambiare idea, prospettandole una vita diversa e migliore lì, nel West, ma la fidanzata è irremovibile perché vuole la città. Dopo la sua partenza, Jack esce sulla veranda, per restare solo con i suoi pensieri.

## Produzione
Il film fu prodotto dalla Flying A (American Film Manufacturing Company).

## Distribuzione
Distribuito negli Stati Uniti dalla Motion Picture Distributors and Sales Company, il film - un cortometraggio in una bobina - uscì nelle sale cinematografiche il 2 ottobre 1911.